# Матитикос Типос
„Матитикос Типос“ (на гръцки: «Μαθητικός Τύπος», в превод Студентски печат) е гръцки вестник, издаван в град Лерин (Флорина), Гърция. Вестникът се занимава с образователни въпроси и излиза в 1951 - 1952  година.